# Xaxará

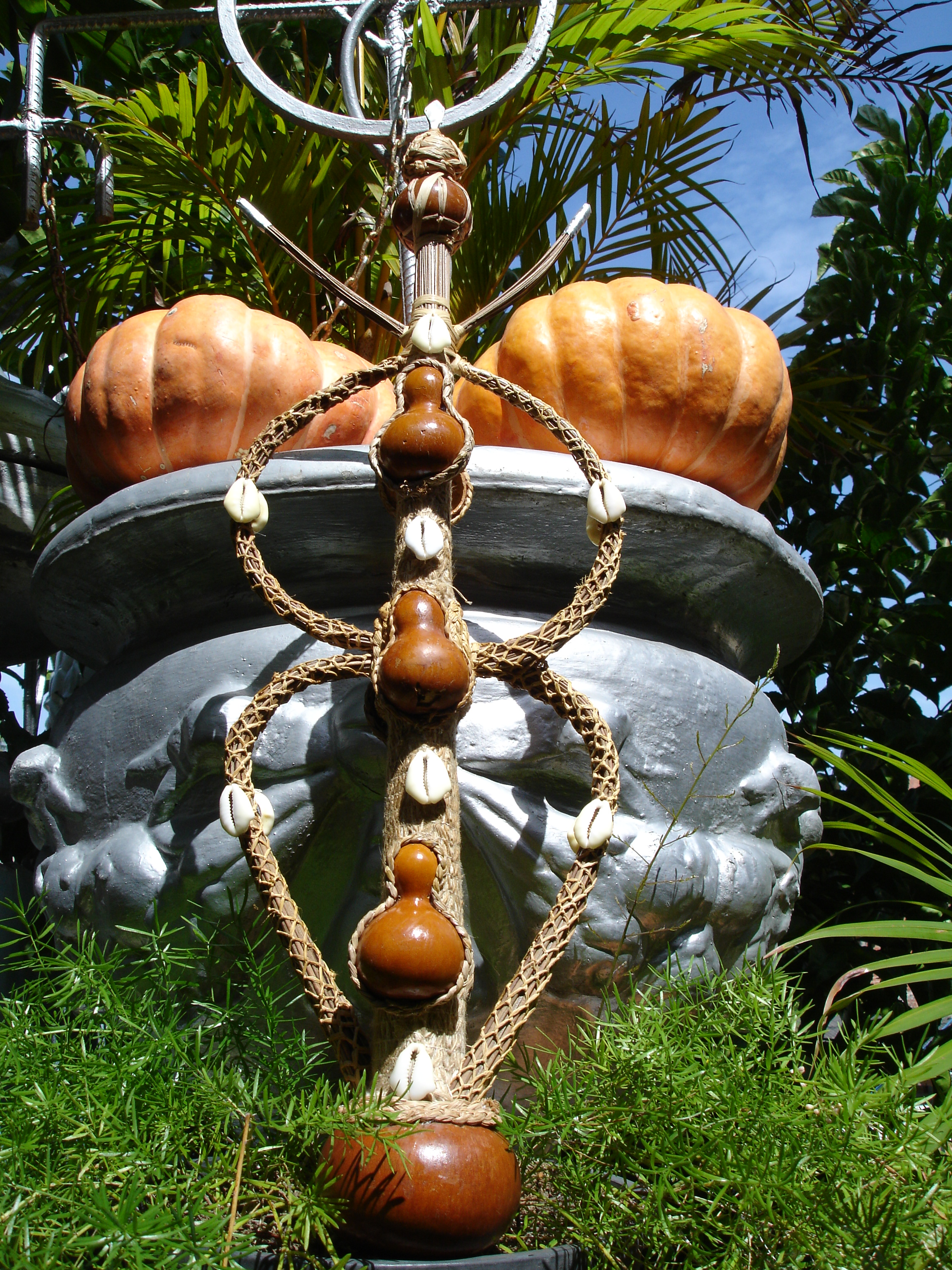
Xaxará no candomblé do Ilê Axé Ijino Ilu Oróssi

Xaxará é um apetrecho da cultura afro brasileira, inerente aos Orixás Obaluaiê, Omolu, Sapatá. Confeccionado com nervura da folha do dendezeiro, ornado com búzios, palha da costa, fio de conta e cabaça, utilizado nos rituais do olubajé e opanijé, tem finalidade de afastar os espíritos (eguns) para o seu espaço sagrado, e eliminar as energias negativas da comunidade, proporcionando a longevidade.

## Ligação externa
É representado pelo Xaxará, cujo corpo formado pelos feixes de nervuras de palmeira, revela ser claramente a imagen coletiva dos espíritos ancestrais.